# كأس نانا
كأس نانا (بالإنجليزية: Nana Trophy)‏ هي بطولة للاعبات التنس المحترفات على أرضية ترابية في الهواء الطلق. تم تصنيف البطولة في دائرة الاتحاد الدولي لكرة المضرب للسيدات (ITF Women's Circuit) بجائزة مالية تقدر ب000 60 دولار أمريكي، وتقام سنويا منذ تأسيسها في 2012 في تونس العاصمة لدى نادي التنس بتونس.

## نتائج النهائيات

### فردي
| السنة                                 | البطل                                 | الوصيف                                | النتيجة                               |
| ------------------------------------- | ------------------------------------- | ------------------------------------- | ------------------------------------- |
| 2022                                  |                                       |                                       |                                       |
| 2021                                  | ألغيت بسبب جائحة فيروس كورونا في تونس | ألغيت بسبب جائحة فيروس كورونا في تونس | ألغيت بسبب جائحة فيروس كورونا في تونس |
| 2020                                  | ألغيت بسبب جائحة فيروس كورونا في تونس | ألغيت بسبب جائحة فيروس كورونا في تونس | ألغيت بسبب جائحة فيروس كورونا في تونس |
| 2019                                  | جاكلين كريستيان                       | دانييلا سيغيل                         | 4-6, 0-6                              |
| 2018                                  | فالينتينا إيفاخنينكو                  | كلوي باكيوت                           | 2-6, 2-6                              |
| 2017                                  | ريتشل هوجينكامب                       | لينا جورشيسكا                         | 5-7, 4-6                              |
| ↑ حدث 000 60 $ للاتحاد الدولي للتنس ↑ |                                       |                                       |                                       |
| 2016                                  | أنس جابر                              | رومينا أوبراندي                       | 1–6, 6–2, 6–2                         |
| 2015                                  | ماريا إيروغيين                        | سيندي برغر                            | 6–2, 7–5                              |
| ↑ حدث 000 50 $ للاتحاد الدولي للتنس ↑ |                                       |                                       |                                       |
| 2014                                  | أنس جابر                              | فاليريا سافينيخ                       | 6–3, 7–6 (7–4)                        |
| 2013                                  | أنس جابر                              | سارة سوريبس تورمو                     | 6–3, 6–2                              |
| 2012                                  | ساندرا زانيوسكا                       | أنس جابر                              | 6–4, 4–6, 6–2                         |
| ↑ حدث 25،000 $ للاتحاد الدولي للتنس ↑ |                                       |                                       |                                       |

### زوجي
| السنة                                 | البطل                                 | الوصيف                                   | النتيجة                               |
| ------------------------------------- | ------------------------------------- | ---------------------------------------- | ------------------------------------- |
| 2022                                  |                                       |                                          |                                       |
| 2021                                  | ألغيت بسبب جائحة فيروس كورونا في تونس | ألغيت بسبب جائحة فيروس كورونا في تونس    | ألغيت بسبب جائحة فيروس كورونا في تونس |
| 2020                                  | ألغيت بسبب جائحة فيروس كورونا في تونس | ألغيت بسبب جائحة فيروس كورونا في تونس    | ألغيت بسبب جائحة فيروس كورونا في تونس |
| 2019                                  | مارتينا كولمينيا أناستازيا جريمالسكا  | جاكلين كريستيان أندريا روسكا             | 6–4, 6–2                              |
| 2018                                  | مارينا شرنيشوفا سيون مونديز           | أمينة أنشبا أناستازيا جريمالسكا          | 7–6 (7–5), 6–4                        |
| 2017                                  | غوادالوبي بيريز روخاس دانييلا سيغيل   | أغنس بوكتا فيفيان يوهاسوفا               | 7-6 (7-3), 3-6, [9-11]                |
| ↑ حدث 000 60 $ للاتحاد الدولي للتنس ↑ |                                       |                                          |                                       |
| 2016                                  | أرينا روديونوفا فاليريا ستراكوفا      | إيرينا خروماتشيفا ايبك سويلو             | 6–1, 6–2                              |
| 2015                                  | ماريا إيروغيين بولا كانيا             | جولي كوين ستيفاني فريتز                  | 6–1, 6–3                              |
| ↑ حدث 000 50 $ للاتحاد الدولي للتنس ↑ |                                       |                                          |                                       |
| 2014                                  | أندريا غاميز فاليريا سافينيخ          | بياتريس غارسيا فيداجاني مارينا ميلنيكوفا | 6–4, 6–1                              |
| 2013                                  | ألكسندرا كرونتش كاتارزينا بيتر        | ريكا لوكا جاني أوجينيا باشكوفا           | 6–2, 3–6, [10–7]                      |
| 2012                                  | إيلينا بوغدان رالوكا أولارو           | إينيس فيرير سواريز ريتشل هوجينكامب       | 6–4, 6–3                              |
| ↑ حدث 25،000 $ للاتحاد الدولي للتنس ↑ |                                       |                                          |                                       |

## مقالات ذات صلة
- الجامعة التونسية لكرة المضرب
- رابطة محترفات التنس

## روابط خارجية
- الموقع الرسمي للجامعة التونسية للتنس.
- الصفحة الرسمية على موقع الاتحاد الدولي لكرة المضرب.
- الصفحة الرسمية على موقع نادي التنس بتونس.